# Championnat d'Irlande du Nord féminin de football 2022
Navigation
Édition précédente Édition suivante
La saison 2022 du Championnat d'Irlande du Nord féminin de football Women's Premier League est la dix-neuvième saison du championnat. Le Glentoran Women's Football Club vainqueur des deux éditions précédentes remet son titre en jeu.

## Organisation
Le championnat rassemble huit équipes. Au terme de la saison 2021 aucune équipe n'a été reléguée et aucune n'a été promue.
La compétition se déroule d'abord en une série de matchs aller-retour, soit quatorze rencontres. À l'issue des 14 premières journées, deux poules sont constituées selon le classement du moment : les quatre premières équipes s'affrontent entre elles une seule fois (à domicile ou à l'extérieur) ; il en est de même pour les quatre dernières.

## Les clubs participants
| \| Glentoran Crusaders Linfield Cliftonville Sion Swifts Derry City Mid Ulster Lisburn \| Localisation des clubs engagés dans le championnat. |
| Glentoran Crusaders Linfield Cliftonville Sion Swifts Derry City Mid Ulster Lisburn                                                           |

Ce tableau présente les six équipes qualifiées pour disputer le championnat. 
| Club                                       | Manager         | Stade                 | Capacité | Ville       |
| ------------------------------------------ | --------------- | --------------------- | -------- | ----------- |
| Cliftonville Ladies Football Club          | John McGrady    | Stade de Solitude     | 3 054    | Belfast     |
| Crusaders Strikers Football Club           | Jonny Tuffey    | Seaview               | 3 383    | Belfast     |
| Derry City Ladies Football Club            | Ryan McConville | Prehen Playing Fields | -        | Londonderry |
| Glentoran Women's Football Club            | Billy Clarke    | The Oval              | -        | Belfast     |
| Linfield Ladies Football Club              | Phil Lewis      | Midgley Park          | -        | Belfast     |
| Lisburn Ladies Football Club               |                 | Bluebell Stadium      | -        | Lisburn     |
| Mid Ulster Ladies Football Club            | Noel Mitchell   |                       | -        | Cookstown   |
| Sion Swifts Ladies And Girls Football Club | Tony McGinley   | Melvin Sports Complex | 2 000    | Strabane    |

## Compétition

### La pré-saison
Le 5 janvier 2022, l'internationale nord-irlandaise Jessica Foy devient la première footballeuse de l'histoire nord-irlandaise à signer un contrat professionnel avec une équipe disputant le championnat national. Elle paraphe un contrat avec le Glentoran Women's Football Club, l'équipe dont elle est la capitaine et avec laquelle a remporté le championnat 2021.

### Les moments forts de la saison
La 7e journée disputée le 1er juin 2022 marque la moitié du championnat. Cliftonville Ladies domine le championnat avec sept victoires en autant de matchs et cinq points d'avance sur Glentoran Women's, les championnes en titre. 
La 8e journée est prévue pour le 1er août. Le championnat s'interrompt deux mois, laissant la place pour le Championnat d'Europe féminin de football 2022 auquel participe pour la première fois l'Équipe d'Irlande du Nord féminine de football.
Le 31 août 2022 la fédération nord-irlandaise annonce une nouvelle évolution pour le championnat. À partir de la saison 2023 deux nouvelles équipes rejoignent la compétition qui passe ainsi de huit à dix équipes. Les nouvelles arrivantes sont issues du Championship, la deuxième division nationale. Larne Football Club Women et Ballymena United Football Club. de fait il n'est prévu aucune relégation pour la saison en cours.
Le 26 octobre 2022 Cliftonville remporte le premier titre de championnes d'Irlande du Nord de son histoire. L'équipe ne peut plus être rattrapée par ses suivantes immédiates et adversaires lors de la dernière journée de la compétition.

### Classement
| Rang | Équipe                | Pts | J  | G  | N | P  | Bp | Bc | Diff |
| ---- | --------------------- | --- | -- | -- | - | -- | -- | -- | ---- |
| 1    | Cliftonville Ladies   | 45  | 17 | 15 | 0 | 2  | 65 | 10 | +55  |
| 2    | Glentoran Women's T C | 42  | 17 | 13 | 3 | 1  | 66 | 12 | +54  |
| 3    | Crusaders Strikers    | 29  | 17 | 9  | 2 | 6  | 39 | 23 | +16  |
| 4    | Linfield Ladies       | 27  | 17 | 8  | 3 | 6  | 35 | 30 | +5   |
|      |                       |     |    |    |   |    |    |    |      |
| 5    | Sion Swifts Ladies L  | 26  | 17 | 8  | 2 | 7  | 37 | 28 | +9   |
| 6    | Lisburn LFC           | 17  | 17 | 5  | 2 | 10 | 22 | 43 | -21  |
| 7    | Mid-Ulster            | 7   | 17 | 2  | 1 | 14 | 14 | 65 | -51  |
| 8    | Derry City Ladies     | 3   | 17 | 0  | 3 | 14 | 3  | 70 | -67  |

| Légende : Qualifications et relégations | Légende : Qualifications et relégations                                                                                   |
| --------------------------------------- | --- |
|                                         | Ligue des champions féminine de l'UEFA 2023-2024                                                                          |
|                                         | Barrage de relégation |
|                                         | Relégation |
|                                         | T : Tenant du titre P : Promu C : Vainqueur de la Coupe d'Irlande du Nord 2022 L : Vainqueur de la Coupe de la Ligue 2022 |

### Résultats
| Résultats (▼dom., ►ext.)                                   | CFT | CRU | DER | GBU  | LIN | LIS | MID  | SIS |
| Cliftonville Ladies                                        |     | 4-1 | 6-0 | 3-0  | 4-0 | 4-1 | 8-0  | 2-0 |
| Crusaders Strikers                                         | 1-2 |     | 3-0 | 0-0  | 1-1 | 5-2 | 4-1  | 2-1 |
| Derry City Ladies                                          | 0-7 | 0-7 |     | 0-10 | 1-3 | 0-0 | 0-2  | 0-3 |
| Glentoran Belfast United                                   | 3-1 | 5-0 | 7-0 |      | 7-1 | 4-0 | 10-0 | 3-1 |
| Linfield Ladies                                            | 1-3 | 0-1 | 7-0 | 0-4  |     | 2-1 | 6-0  | 1-1 |
| Lisburn LFC                                                | 0-5 | 0-5 | 0-0 | 0-4  | 1-4 |     | 2-0  | 1-5 |
| Mid-Ulster                                                 | 0-6 | 2-4 | 1-1 | 1-3  | 0-4 | 2-4 |      | 1-2 |
| Sion Swifts                                                | 0-4 | 1-4 | 8-0 | 1-1  | 1-2 | 3-1 | 3-0  |     |
| - Victoire à domicile - Match nul - Victoire à l'extérieur |     |     |     |      |     |     |      |     |

| Résultats (▼dom., ►ext.)                                   | CFT | CRU | GBU | LIN |
| Cliftonville Ladies                                        |     |     | 1-2 | 3-0 |
| Crusaders Strikers                                         | 1-2 |     |     |     |
| Glentoran Belfast United                                   |     | 1-0 |     | 2-2 |
| Linfield Ladies                                            |     | 1-0 |     |     |
| - Victoire à domicile - Match nul - Victoire à l'extérieur |     |     |     |     |

| Résultats (▼dom., ►ext.)                                   | DER | LIS | MID | SIS |
| Derry City Ladies                                          |     |     | 1-2 |     |
| Lisburn LFC                                                | 2-0 |     | 2-0 |     |
| Mid-Ulster                                                 |     |     |     | 1-5 |
| Sion Swifts                                                | 2-0 | 0-5 |     |     |
| - Victoire à domicile - Match nul - Victoire à l'extérieur |     |     |     |     |

## Bilan de la saison
| Championnat d'Irlande du Nord féminin de football 2022        |                                               |
| Champion                                                      | Cliftonville Ladies Football Club (1er titre) |
| Dauphin                                                       | Glentoran Women's Football Club               |
| Coupes et trophées                                            |                                               |
| Vainqueur de la Coupe d'Irlande du Nord 2022                  | Glentoran Women's Football Club               |
| Qualifications continentales                                  |                                               |
| Ligue des champions féminine de l'UEFA 2023-2024              | Cliftonville Ladies Football Club             |
| Promotions et relégations                                     |                                               |
| Promus en Championnat d'Irlande du Nord féminin de football   | Larne FCW                                     |
| Promus en Championnat d'Irlande du Nord féminin de football   | Ballymena United                              |
| Relégués en Championnat d'Irlande du Nord féminin de football | aucun                                         |